# カルマナンバー
カルマナンバーとは、カバラ数秘術において使用する特殊番号である。

## 概要
マスターナンバーと同様にカルマナンバーにもそれぞれの番号と当てはめる数式によって意味合いは異なるが
カバラ数秘術にて占う数式にカルマナンバーが現れた場合は、その数式に当てはまる存在の魂にはカルマの継承の意味合いを持つとされている。
カバラ数秘術の特殊番号には、他にマスターナンバーなどがある。